# ムスタグアタ山
ムスタグアタ山（ムスタグアタさん、ウイグル語: مۇز تاغ ئاتا, Музтағ Ата、中国語: 慕士塔格峰）は、中華人民共和国・新疆ウイグル自治区のアクト県とタシュクルガン・タジク自治県にまたがっている山である。標高は7,509メートルで、チベット高原の北端を形成する山の中で2番目に高い（チベット高原で2番目に高い山というわけではない）。物理的にはパミール高原と密接に関連しているものの、崑崙山脈の一部と見なされることもある。穏やかな西斜面と新疆ウイグル自治区の比較的乾燥した気候のため、世界の7000メートル峰の中では比較的登頂が容易であるが、登頂成功のためには十分な順応期間と強い体調が不可欠である。

## 名称
山名は、ウイグル語で「氷の山の父」の意味である。
インド学者のミヒャエル・ヴィツェルによれば、リグ・ヴェーダにおいて、最高のソーマが生み出されるムバジャント山（Having Mūja）に言及しており、これがムスタグアタ山の名前の元であるという。

## 位置
この山はコングール山（標高7,649メートル）のすぐ南にあり、コングール山と共にコングール山脈という独立の山脈を成している。コングール山脈は、ヤルカンド川の渓谷によって崑崙山脈から切り離されている。そのため、崑崙山脈の一部というよりも、一般にはパミール高原の一部とされる。コングール山脈の北にはタリム盆地、東にはタクラマカン砂漠があり、いずれもこの山脈からそれほど離れてはいない。両方の山頂と麓のカラクリ湖のすぐ近くをカラコルム・ハイウェイが通る。カラクリ湖からは山が見渡せる。この山に最も近い街はタシュクルガンである。これは、中国で最も西にあり、パキスタンとの国境に非常に近い街である。

## 歴史
最初に記録されたムスタグアタ山登頂の挑戦は、1894年のスウェーデンの探検家・地理学者スヴェン・ヘディンによるものである。その後、1900年、1904年、1947年にエリック・シプトンとビル・ティルマンらが挑戦したが、いずれも寒さと深い雪のために引き返した。
初登頂は、1956年に中国・ソ連合同の大規模な登山隊によってなされた。隊長はE.A. Beletskiyで、隊員には劉連満や許競らがいた。この隊が使用した西稜を通るルートは、後に標準ルートとなった。
初登頂以降、多くの人が登頂を行った。1980年、ネッド・ジレットが率いる登山隊が標準ルートのスキーによる登山・下山を行った。これは、7,500メートルを超える山における初のスキー登山である。2000年にはより難易度の高い南東稜からの登頂が行われ、2005年夏には山の西側の2つ目のルートが開拓された。2011年、スウェーデンの登山家アンネリ・ウェスターは、単独のアルパインスタイルによる登頂の後、山頂で一晩を過ごした。

## 情報源
- Jill Neate, High Asia: An Illustrated History of the 7000 Metre Peaks, ISBN 0-89886-238-8.
- Himalayan Index